# Piramida Tetiego

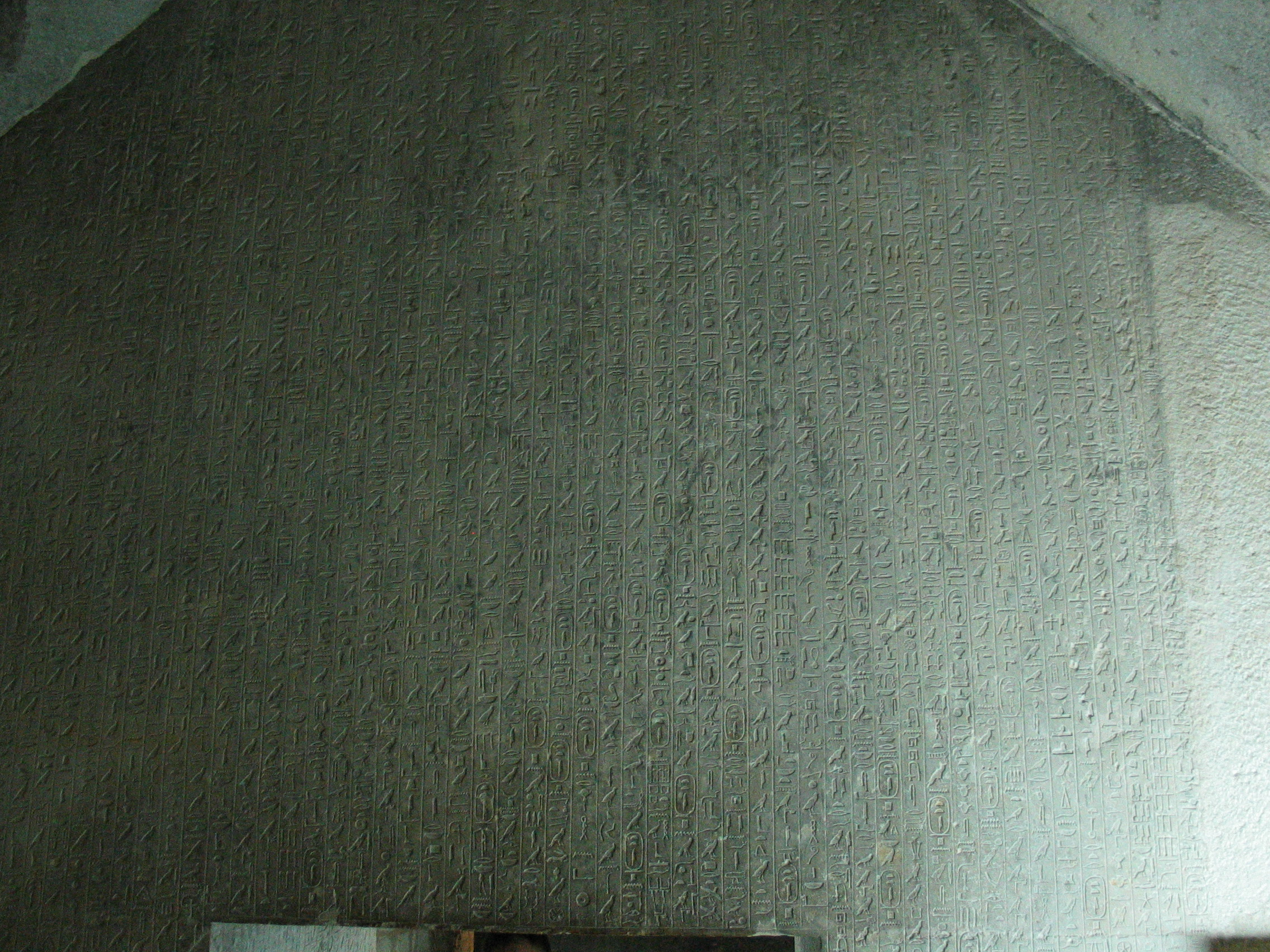
Teksty Piramid z grobowca Tetiego

Piramida Tetiego – piramida zbudowana przez Tetiego, władcę starożytnego Egiptu z VI dynastii.

## Nazwa Piramidy
|          |     |
| \| \| \| |     |
|          |     |
| X1 · X1  | M17 |

| X1 · X1 | M17 |

|          |     |
| \| \| \| |     |
|          |     |
| X1 · X1  | M17 |

| X1 · X1 | M17 |

| R11 | Q1 | Q1 | Q1 | O24 |

Dżed-sut-Teti – Trwałe są miejsca Tetiego.

## Konstrukcja piramidy

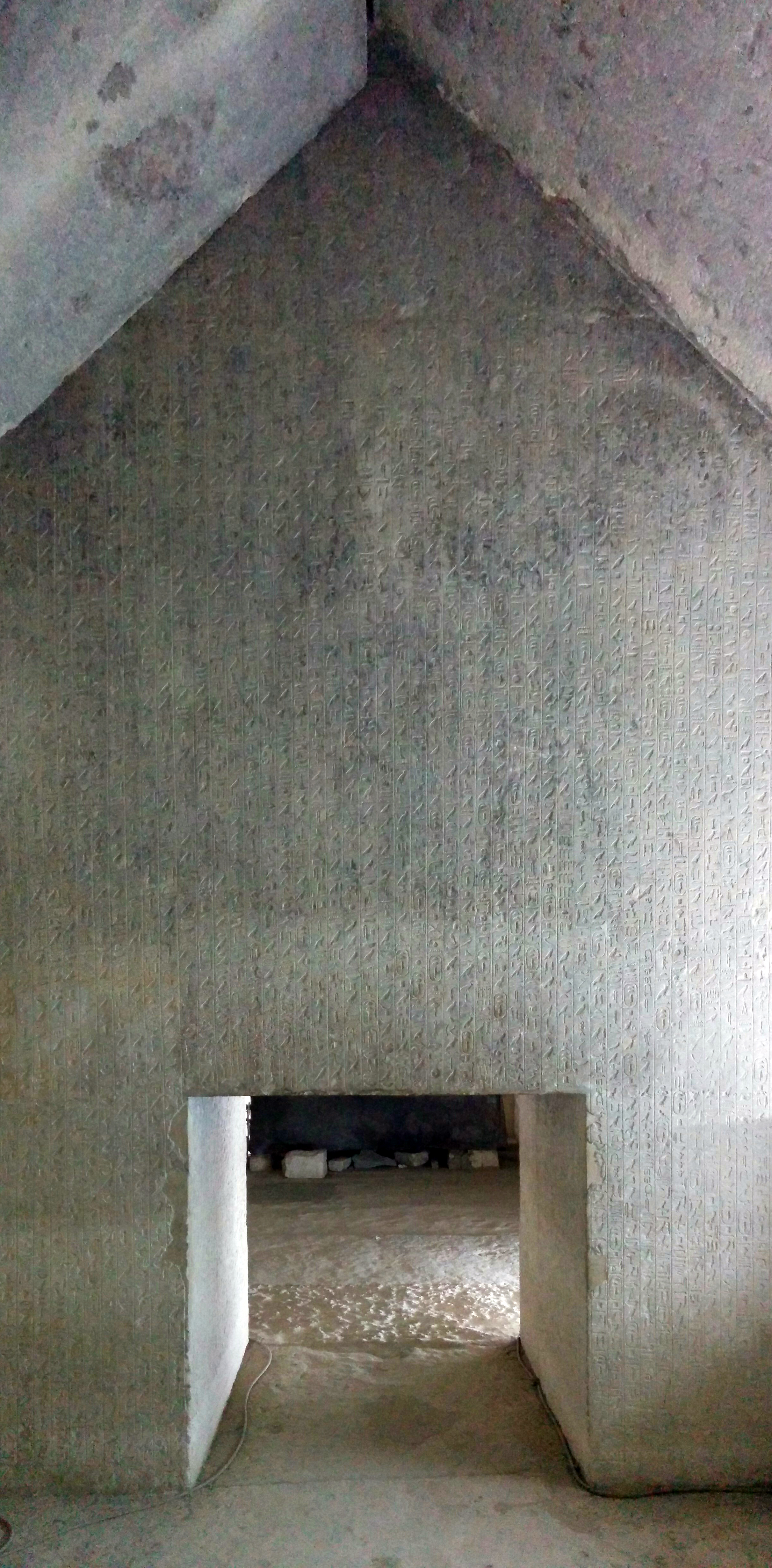
Wnętrze piramidy Tetiego

Znajduje się ona w północnej Sakkarze, na północny wschód od piramid Dżesera i Userkafa. Pierwotna jej wysokość wynosiła 52,5 m, długość boku – 78,8 m, a kąt nachylenia – 53°13'.  Rdzeń piramidy składa się z 5 stopni. Do wnętrza piramidy można się dostać przez kaplicę wejściową przy północnym brzegu piramidy. System komór został zbudowany na wzór piramidy Dżedkare i Unisa. Od wejścia biegnie korytarz schodzący w dół o długości 17 m. Następnie znajdują się: komora przechodnia, poziomy korytarz o długości 25 m z zapadniami, przedsionek z serdabem (zawierającym 3 głębokie nisze) po wschodniej stronie, który przechodzi w komorę grobową o długościach boku 3,5 m x 7,9 m, zwieńczoną dwuspadowym stropem. Koniec korytarza, przedsionek i komora grobowa pokryte są Tekstami Piramid, jeden wers znajduje się także na bazaltowym sarkofagu, położonym w pobliżu zachodniej ściany komory grobowej. Sarkofag nigdy nie został dokończony. Na podłodze komory grobowej archeolodzy odkryli resztki mumii władcy (ramię i bark). Przed sarkofagiem, bliżej ściany południowej znajdował się prostokątny szyb o głębokości do 1 m, będącym pomieszczeniem na wazy kanopskie władcy.

## Świątynia grobowa
Świątynia grobowa obejmuje:
- westybul ze sklepieniem ozdobionym gwiazdami,
- otwarty dziedziniec z obejściem z 18 filarami wykonanymi różowego granitu oraz magazynami ze stołami ofiarnymi,
- poprzeczny korytarz,
- świątynię kultu zmarłych z 5 niszami i sanktuariami ozdobionymi reliefami,
- pomieszczenia dla kapłanów i magazyny na ofiary.

## Piramida kultowa
Niewielka piramida kultowa znajdowała się na południowy wschód od głównej piramidy i miała swój własny mur odgradzający. Jej wysokość i długość boku były takie same i wynosiły 15,7 m, a kąt nachylenia ścian – 63°.

## Na zewnątrz kompleksu
Na zewnątrz kompleksu grobowego znajdują się małe zespoły grobowe żon Tetiego, Iput i Chuit, oraz mastaby jego wezyrów Mereruki i Kagemni.

## Współczesność
Zespół grobowy, podobnie jak i inne piramidy, był już w starożytności traktowany jako kamieniołom i źródło materiałów budowlanych. Doprowadziło to do zawalenia się ścian pomieszczeń wewnętrznych i dewastacji całego kompleksu.